# Ли Кеун-Хо
Ли Кеун-Хо (11. април 1985) је јужнокорејски фудбалер и репрезентативац који тренутно игра за Сангју Сангму.

## Каријера
До сада је играо у многим клубовима. Први сениорски клуб у коме је играо био је Инчон Јунајтед где је играо од 2004. до 2006.. За Фудбалску репрезентацију Јужне Кореје игра од 2007.. Одиграо је 66 утакмица и дао је 19 голова. Од 2012. игра за Улсан Хјундаи. Од 2013. године је на позајмици у клубу Сангју Сангму. За своју државу је играо на два Светска првенства, 2010. и 2014.. На Свестcким првенствима је дао један гол, 17. јуна 2014. на утакмици против Русије.